# 곤륜산
곤륜산(崑崙山)은 중국 신화에 등장하는 산 또는 산맥으로, 세계축과 신을 나타내는 중요한 상징이다.
신화 속 곤륜산은 티베트고원의 쿤룬산맥과 카일라스산에 대한 신화적, 지리적 등 다양한 출처에 근거하고 있다. '곤륜'이라는 용어는 동남아시아의 땅이나 섬, 심지어 아프리카에도 적용되었지만 산과의 관계는 명명법 외에는 명확하지 않다. 어쨌든 곤륜산은 멀고 이국적이며 신비로운 장소를 의미한다. 곤륜산이 등장하는 다양한 전설, 신화, 반역사적 기록에는 곤륜산의 여러 위치가 묘사되어 있다. 이러한 기록에서는 일반적으로 곤륜산을 다양한 신과 여신의 거주지로 묘사하며 전설적인 식물과 신화 속 생물도 발견할 수 있다. 중국 신화의 많은 중요한 사건은 곤륜산을 배경으로 한다.

## 같이 보기
- 이 (신화)
- 중국 신화
- 기가쿠